# Linyphantes eureka
Linyphantes eureka là một loài nhện trong họ Linyphiidae.
Loài này thuộc chi Linyphantes. Linyphantes eureka được Ralph Vary Chamberlin & Wilton Ivie miêu tả năm 1942.